# Athlītikos Podosfairikos Syllogos Atromītos Athīnōn 1923 2018-2019
Questa voce raccoglie le informazioni riguardanti l'Athlītikos Podosfairikos Syllogos Atromītos Athīnōn 1923 nelle competizioni ufficiali della stagione 2018-2019.

## Rosa
| N. |                         | Ruolo | Calciatore                |
| -- | ----------------------- | ----- | ------------------------- |
| 3  | Grecia (bandiera)       | D     | Alexandros Katranīs       |
| 4  | Grecia (bandiera)       | D     | Spyros Risvanīs           |
| 7  | Austria (bandiera)      | A     | Armin Mujakić             |
| 8  | Argentina (bandiera)    | C     | Javier Umbides (capitano) |
| 9  | Grecia (bandiera)       | A     | Giōrgos Manousos          |
| 10 | RD del Congo (bandiera) | A     | Clarck N'Sikulu           |
| 11 | Brasile (bandiera)      | A     | Bruno                     |
| 12 | Grecia (bandiera)       | A     | Kōnstantinos Kōtsopoulos  |
| 15 | Brasile (bandiera)      | C     | Madson                    |
| 17 | Ungheria (bandiera)     | A     | Roland Ugrai              |
| 18 | Grecia (bandiera)       | C     | Adrian Imeri              |
| 19 | Grecia (bandiera)       | D     | Kyriakos Kivrakidīs       |

| N. |                     | Ruolo | Calciatore           |
| -- | ------------------- | ----- | -------------------- |
| 21 | Grecia (bandiera)   | C     | Iraklīs Garoufalias  |
| 22 | Polonia (bandiera)  | C     | Dawid Kort           |
| 23 | Austria (bandiera)  | D     | Emanuel Sakic        |
| 25 | Ungheria (bandiera) | P     | Balázs Megyeri       |
| 27 | Grecia (bandiera)   | A     | Georgios Daviotis    |
| 28 | Grecia (bandiera)   | C     | Spyros Natsos        |
| 29 | Grecia (bandiera)   | D     | Stefanos Stroungīs   |
| 30 | Grecia (bandiera)   | C     | Nikolaos Lazaridis   |
| 33 | Grecia (bandiera)   | P     | Christos Theodorakis |
| 35 | Grecia (bandiera)   | P     | Christos Mandas      |
| 40 | Grecia (bandiera)   | A     | Ronaldo Shani        |
|    | Grecia (bandiera)   | A     | Petros Giakoumakīs   |